# الضبات (إب)
الضبات هي إحدى قرى الجمهورية اليمنية. وهي تتبع جغرافيًا لمحافظة إب. وإداريًا لمديرية المخادر. يبلغ تعداد سكانها 1080 نسمة حسب الإحصاء الذي جرى عام 2004.